# Robinyera
El Robinyera és una muntanya de 3.003 m d'altitud, amb una prominència de 181 m, que es troba al massís de la Múnia, a la carena del circ de Barrosa, província d'Osca (Aragó).